# Schlacht von Modder River
Kimberley – Talana Hill – Elandslaagte – Ladysmith – Modder River – Stormberg – Magersfontein – Colenso – Spion Kop – Vaal Krantz – Paardeberg – Tugela Heights – Sanna’s Post – Mafeking – Diamond Hill – Bergendal – Nooitgedacht – Blood River Poort – Bakenlaagte – Tweebosch – Rooiwal
Die Schlacht von Modder River (auf Afrikaans auch Slag van die Twee Riviere; deutsch: „Schlacht an den zwei Flüssen“) war eine Schlacht im Zweiten Burenkrieg.
Britische Truppen unter Lord Methuen schlugen dort am 28. November 1899 unter hohen Verlusten einen Vorstoß der Buren zurück. Eine ausführliche Beschreibung der Schlacht befindet sich in The Times vom 2. Januar 1900.

## Vorgeschichte
Burische Truppen belagerten seit dem 14. Oktober 1899 die nördlich des Modder River nahe der Grenze zu Transvaal und dem Oranje-Freistaat gelegene Stadt Kimberley in der britischen Kapkolonie. In der Stadt befand sich zu dieser Zeit auch der britische Politiker und Unternehmer Cecil Rhodes. Obwohl Kimberley von den Buren eingeschlossen wurde, konnte es nicht erobert werden. Schließlich erreichten britische Truppen zur Verstärkung der dortigen Armee Südafrika. Ihr Oberbefehlshaber Redvers Buller entsandte die erste Infanterie-Division unter Kommandant Lord Methuen zum Entsatz der Stadt Kimberley. Methuen vertrieb während seines Vormarsches dorthin entlang des Western Cape Railway die Buren aus Belmont und Graspan.

### Ausgangslage der Buren
Die burischen Belagerungstruppen waren kurz vor der Schlacht am Modder River durch Truppen aus Transvaal unter Führung von General Koos de la Rey verstärkt worden. De la Rey erkannte, dass die burische Taktik, Hügel zu besetzen, um den Feind aus Höhenlagen anzugreifen, seine Einheiten der überlegenen britischen Artillerie hilflos auslieferte. Daher ordnete er an, dass seine Männer sich an den Ufern des Modder Rivers und des Riet Rivers eingraben sollten, um mit ihren in gestreckter Flugbahn schießenden Mauser-Gewehren die sich nähernden Briten unter Beschuss nehmen zu können. Außerdem sollte es den Briten schwer gemacht werden, ihre Artillerie zu nutzen. Der später mit den burischen Haupttruppen ankommende General Piet Cronjé stimmte dem Plan de la Reys zu. 
Die Schützengräben der Buren wurden wie geplant an der südlichen Seite des Modder River und des Riet River angelegt. Die Buren verfügten über sechs Feldkanonen und eine Pom-Pom-Schnellfeuerkanone, die im Norden und Richtung Osten des Modder River jeweils einzeln eingesetzt wurden. Für jede Kanone wurden mehrere Stellungen gegraben, sodass ein schnelles Verschieben der Kanonen bei feindlichem Feuer möglich war.

### Ausgangslage der Briten
Die Truppe des Lord Methuen bestand aus der ersten und neunten Infanterie-Brigade, zwei Kavallerie-Regimentern (9. Lanzenreiter-Regiment und ein in Kapstadt rekrutiertes Regiment) und der 18., 62. und 75. Feldgeschütz-Batterie sowie vier Kanonen der Marinebrigade. Verstärkung war entlang des Western Cape Railway unterwegs.
Die Kavallerie der Briten erkundete zwar während des Vormarsches der übrigen Truppen das spätere Schlachtfeld am Modder River, entdeckte aber die Schützengräben der Buren nicht, obwohl diese deutlich sichtbare Zeichen wie beispielsweise Konservenbüchsen oder gekalkte Steine als Entfernungsmessmarken auf dem Boden ausgelegt hatten.
Am 28. November gegen 4:30 Uhr morgens rüsteten Lord Methuens Einheiten zum Marsch in Richtung Modder River, nach dessen Überquerung man Frühstück halten wollte.

## Die Schlacht

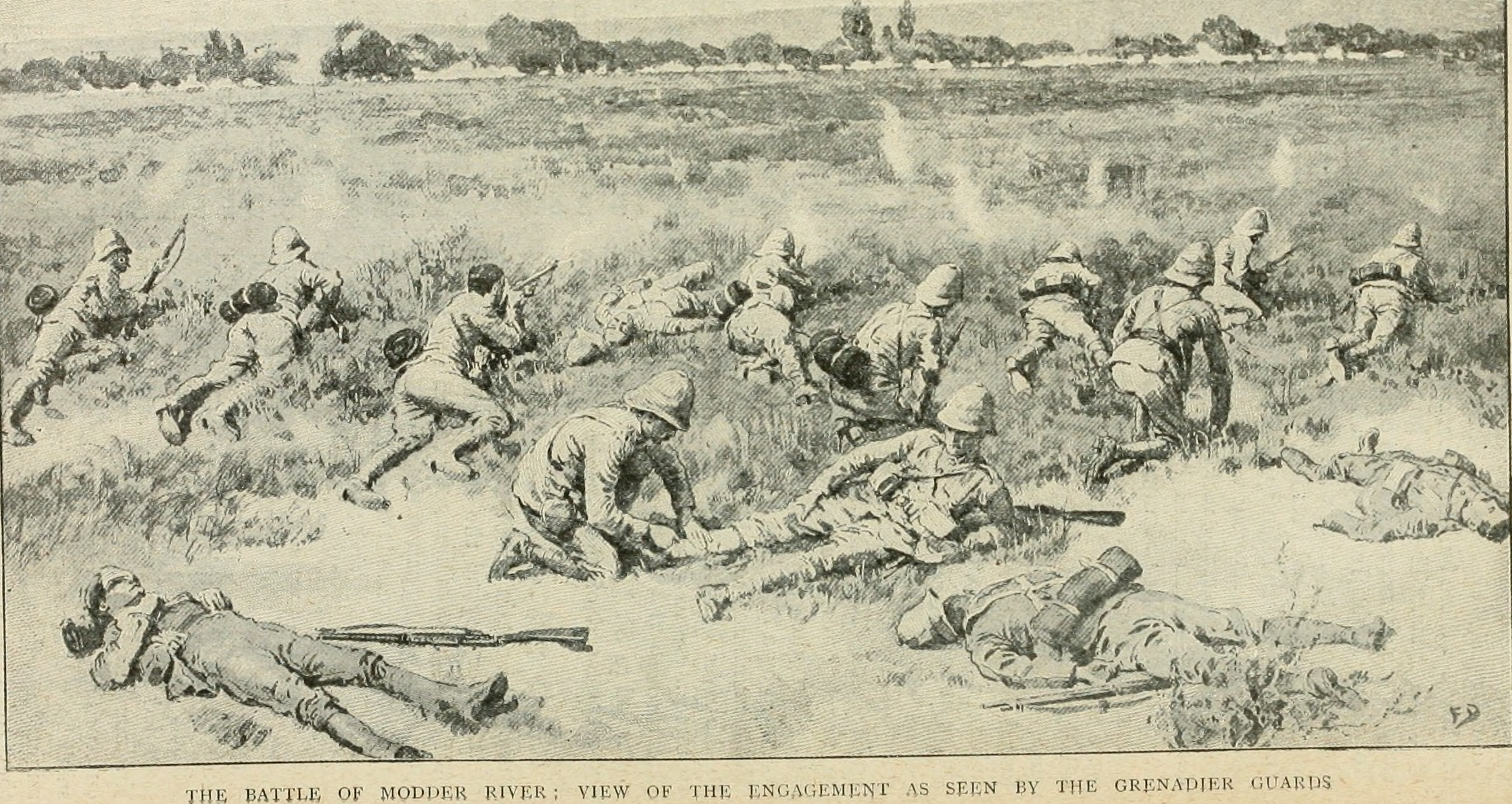
Schlachtgemälde aus dem Buch Battles of the 19th century

Als die britischen Soldaten sich noch immer in Unkenntnis über die feindlichen Stellungen befindend dem Modder River bis auf 1.100 Meter angenähert hatten, eröffneten die Buren das Feuer. Die Briten waren gezwungen, sich auf den Boden zu legen. Einige britische Einheiten versuchten, sich dem Feinde zu nähern, konnten aber in der baum- und strauchlosen Grassteppe keinen Feuerschutz finden, und nur einige wenige Briten kamen bis auf 910 Meter an die Buren heran. Die erste Infanterie-Brigade versuchte die linke Flanke der Buren anzugreifen, konnte aber den Riet River nicht überschreiten. Währenddessen beschoss die britische Artillerie die feindlichen Stellungen im Norden des Flusses Modder. 
Die burischen Kanonen erwiderten das Feuer und wechselten zugleich ständig die Positionen in ihren Stellungen.
Der Kampf verlief während des ganzen Tages unentschieden. Die britischen Infanteristen, welche ruhig auf der Erde lagen, waren vor dem feindlichen Feuer zwar sicher, litten aber unter den hohen Temperaturen und Durst. Kommandant Methuen wurde leicht verwundet, als er zu Pferde umherritt, um einen erneuten Angriff auf die burischen Stellungen zu organisieren. Mittags entdeckten Soldaten der 9. Infanterie-Brigade die offene rechte Flanke des Feindes bei der Furt von Rosmead und überquerten die Furt. Gegen 13:00 Uhr gelang es britischen Infanterie-Einheiten, die Buren aus Rosmead zu vertreiben. Die Angreifer wurden dann aber versehentlich von der eigenen 62. Batterie beschossen, die gerade das Schlachtfeld erreicht hatte. Bis zur Nacht gelang es den Buren um General de la Rey, die Briten wieder in einen kleinen Brückenkopf zurückzutreiben. Da die Buren allerdings fürchteten, ihre Flanken zu öffnen, wenn sie den im Brückenkopf befindlichen Feind weiter attackieren würden, zogen sie sich wieder zurück.
Nachdem die Briten wichtige Stellungen erobern konnten, flohen die Buren.

## Nach der Schlacht
Durch das verfrühte Feuer der Buren hielten sich die Verluste der Briten zwar in Grenzen, doch waren über 400 Verwundete zu beklagen. Wegen der flachen Stellungen des Feindes war es den Briten nicht möglich, einen frontalen Angriff auszuführen. Nach dem 28. November waren die Briten daher gezwungen, zehn Tage auf Verstärkungen zu warten und währenddessen ihre Verwundeten zu pflegen. 
Den Buren erlaubte die Verzögerung den Bau von Abwehrschanzen für die später folgende Schlacht von Magersfontein. Unter den ungefähr 80 Toten auf burischer Seite befand sich auch Adriaan de la Rey, der Sohn des Generals Koos de la Rey. 